# 張吉龍 (政治家)
張 吉龍（チャン・ギルリョン、朝鮮語: 장길룡）は、朝鮮民主主義人民共和国の政治家。化学工業相、朝鮮労働党中央委員会委員。国家科学院咸興分院副院長などを歴任した。

## 経歴
出生地や生年月日は不明。国家科学院咸興分院副院長などを経て、2017年4月11日に開催された最高人民会議第13期第5回会議で、化学工業相に任命された。2018年4月20日に開催された朝鮮労働党中央委員会第7期第3回総会で、党中央委員会委員候補に選出された。2019年3月に最高人民会議第14期代議員に選出され、同年4月に開催された第1回会議で、化学工業相に再任された。前日に開催された党中央委員会第7期第4回総会で、党中央委員会委員に補選された。2020年4月に金正恩委員長に重体説が出ていた中、5月1日に平安南道の肥料工場の竣工式に参加した際に、金委員長に工場の生産工程について説明した。
2021年1月5日から開催された朝鮮労働党第8次大会で行われた党中央委員から脱落。1月17日に開催された最高人民会議第14期第4回会議で化学工業相を解任された。

## 参考サイト
- 북한정보포털

| 先代李武栄 | 化学工業相2017年 - 2021年 | 次代馬鍾山 |